# Eku Takeshima
Eku Takeshima (japanisch 竹嶋 えく Takeshima Eku; * 23. April) ist eine japanische Mangaka und Illustratorin. Ihre bisher erfolgreichste Serie ist die Romanze Flüster mir ein Liebeslied, die in Japan verfilmt sowie in mehrere Sprachen übersetzt wurde, darunter auch ins Deutsche.

## Werdegang und Werk
Takeshima begann ihre Karriere 2014 mit Illustrationen für die Light Novel Saiko Hunter Ryū von Jay Rita. Ab 2016 entstand dann die kurze Serie Hare no Kuni no Apparedan über eine Schulwechslerin, die von einer Gruppe Freundinnen als vermeintliche Glücksbringerin verehrt und verwöhnt wird. Takeshima schuf außerdem Kurzgeschichten, die ab 2017 in einem Sammelband sowie in Yuri-Anthologien erschienen, also über Liebe zwischen Mädchen und Frauen erzählen. Dem Genre blieb sie auch in ihren längeren Serien treu, die danach erschienen. Die meisten ihrer Werke sind dabei romantische Komödien im Schulalltag, selten verwendete sie übernatürliche oder Fantasy-Elemente.
Seit 2019 wird in Japan ihre Serie Flüster mir ein Liebeslied veröffentlicht, die 2024 auch als Anime-Fernsehserie umgesetzt wurde. Die Geschichte erzählt davon, wie sich die Schwärmerei einer Schülerin zu ihrer Mitschülerin und Sängerin zu Liebe entwickelt. Der Manga wurde in mehrere Sprachen übersetzt, darunter eine seit 2022 bei Tokyopop erscheinende Übersetzung ins Deutsche. Seit 2020 illustriert Takeshima außerdem die Light-Novel-Reihe Watashi ga Koibito ni Nareru Wake Naijan, Muri Muri! Muri Janakatta!? von Teren Mikami. Noch im gleichen Jahr startete eine von Takeshima umgesetzte Adaption der Geschichte als Manga, eine Verfilmung als Anime wurde für 2025 angekündigt. In der Liebeskomödie geht es um zwei gegensätzliche Schülerinnen, von denen sich eine auf den ersten Blick verliebt hat, während die andere eigentlich nur eine gute Freundin sucht. 

## Bibliografie (Auswahl)
- Saiko Hunter Ryū (菜娘〈さいこ〉ハンター・リュウ, 2014–2015, 2 Bände, Illustrationen für Jay Rita)
- Hare no Kuni no Apparedan (晴れの国のあっぱれ団, 2016–2017, 1 Band)
- Kimi ni Sukitte Iwasetai (君に好きっていわせたい, 2016–2018, 1 Band, Kurzgeschichtensammlung)
- Flüster mir ein Liebeslied (ささやくように恋を唄う Sasayaku You ni Koi o Utau, seit 2019, 10 Bände)
- Watashi ga Koibito ni Nareru Wake Naijan, Muri Muri! Muri Janakatta!? (わたしが恋人になれるわけないじゃん、ムリムリ! (※ムリじゃなかった!?), seit 2020, 5 Bände, Illustrationen für Teren Mikami)
- Watashi ga Koibito ni Nareru Wake Naijan, Muri Muri! Muri Janakatta!? (わたしが恋人になれるわけないじゃん、ムリムリ! (※ムリじゃなかった!?), seit 2020, 7 Bände)